# Ieronim Șerbu
Ieronim Șerbu (pseudonimul lui Afon Herz Erick, n. 2 decembrie 1911, Botoșani, România – d. 8 decembrie 1972, București, România) a fost un prozator român.

## Biografie
S-a născut într-o familie evreiască din Botoșani. Părinții lui erau Avram Moise Erick și soția sa, Frieda Ruhla (născută Sigal). A urmat Liceul „Gheorghe Lazăr” din capitala națională București. Din 1932 până în 1943 a frecventat cercul literar organizat în jurul revistei Sburătorul. A debutat ca scriitor în 1932 în revista lunară Discobolul, pe care a fondat-o împreună cu Dan Petrașincu și cu Horia Liman. A colaborat, de asemenea, la publicațiile Azi, Lumea, Viața Românească, Revista Fundațiilor Regale și Gazeta literară, folosind la început pseudonimul Aron Ciuntu.
Prima carte a lui Șerbu a fost volumul de povestiri Dincolo de tristețe, care a apărut în anul 1940. Au urmat alte două volume de povestiri: Oamenii visează pâine (1945) și Vițelul de aur (1949), precum și romanele Rădăcinile bucuriei (1954) și Podul amintirilor (1963). Interesanta lucrare memorialistică Vitrina cu amintiri a apărut postum în 1973. Articolele sale pe teme literare au fost adunate în volumul Itinerarii critice (1971). Proza timpurie a lui Șerbu era analitică; după al Doilea Război Mondial și instaurarea regimului comunist el a abordat teme sociale și etice în creațiile sale literare. În ciuda rescrierii textelor sub presiunea unor diferiți factori, Șerbu nu a reușit să creeze o operă literară unitară și reușită artistic.

## Opera
- Dincolo de tristețe, nuvele, Editura Librăriei Socec &Co. S.A., București, 1940 (ed. a II-a, cu o postfață de Șerban Cioculescu, Editura pentru literatură, București, 1969);
- Oamenii visează pâine, povestiri, Fundația Regele Mihai I, București, 1945;
- Vițelul de aur, nuvelă, Colecția „Contemporanul”, București, 1949;
- Cuptorul nr. 3, București, 1950;
- Linia de foc, nuvelă, București, 1950;
- Erupția, nuvelă, București, 1951;
- Mama, Editura Tineretului, București, Colecția Tineretului sătesc 1951;
- Poveste de dragoste, Editura Tineretului, București, 1951;
- Rădăcinile bucuriei, roman, Editura Tineretului, București, 1954;
- Nunta în stepă, nuvelă, ESPLA, București, 1956;
- Izgonirea din rai, roman, ESPLA, București, 1956;
- Hoțul, nuvele, Editura Tineretului, București, 1957;
- Izgonirea din rai, nuvele, ESPLA, București, 1959 (ed. a II-a, Editura pentru literatură, București, 1965; ed. a III-a, Editura Tineretului, București, 1969);
- Podul amintirilor, roman, Editura Tineretului, București, 1963 (ed. a II-a, Editura Tineretului, București, 1967);
- Urmărirea, Editura Tineretului, București, 1966;
- Itinerarii critice: eseuri și cronici literare, eseuri, Editura Minerva, București, 1971;
- Vitrina cu amintiri, Editura Cartea Românească, București, 1973.